# Карлис Зале
Карлис Зале (на латвийски: Kārlis Zāle) е латвийски скулптор.
Създател е на Паметник на свободата в Рига. Заедно с архитектите Александър Бирзениекс и Петерис Федер и ландшафтния дизайнер Андрей Зейдакс в продължение на 2 десетилетия работи над създаването на Мемориалния комплекс на Братското гробище в Рига.

## Биография
Роден е на 28 октомври 1888 г. в Можейкяй. Учи в художественото училище в Казан и студиото на Степан Ерзаяс в Москва. Той след това продължава образованието си в училищата по изкуства в Санкт Петербург и Берлин.
През 1923 г. заедно с много артисти от латвийски произход се завръща в Рига.
Умира на 19 февруари 1942 г. в Инчукалнс.